# Jiří Sobotka (sochař)
Jiří Sobotka (* 3. prosince 1955 Brno) je český sochař, jehož dílo navazuje na tvorbu skupiny umělců okolo Roye Lichtensteina, Andyho Warhola a Claese Oldenburga v době vrcholící moderny v USA. Od začátku 80. let začal, jako čerstvý absolvent Akademie výtvarných umění v Praze, vystavovat a účastnit se mezinárodních sympozií v České republice i zahraničí. V jeho tvorbě se prolínají různé směry moderního výtvarného umění, zejména pop art. Byl členem uměleckého sdružení TT klub výtvarných umělců a teoretiků.

## Životopis
Pro ranou tvorbu Jiřího Sobotky jsou typickým motivem všední předměty našeho každodenního života, zvětšené do nadživotní velikosti. V 80. letech je to zejména automobil, často doprovázaný lidskou figurou. Později autor symbol automobilu a člověka opouští, což je nejvíce patrné z účasti Jiřího Sobotky na kolektivní výstavě s bezpříznakovým názvem „8“ v pavilónu Morava na brněnském výstavišti, a následující díla se nesou v duchu náznaků, dvojsmyslů, ironických povzdechů.
Samostatná výstava v prostoru Galerie J. Krále v Domě umění města Brna v roce 1991 představuje kolekci soch a reliéfů, jejichž tématem jsou existenciálně pojímaná symbolická sdělení, ztělesněná např. v klečícím torzu mužské postavy nazvané Něco s osudem (1990). Od symbolických soch z přelomu 80. a 90. let vede cesta k dosud neukončenému cyklu, v němž autor pracuje s motivem tuby od barvy, krému či zubní pasty. Pop-artová tuba různých tvarů a barev se během 90. let stává jedním z nejtypičtějších prvků tvorby Jiřího Sobotky.
Mezi první objekty na toto téma patří dva sarkofágy s ležícími postavami-tubami s názvem Anamnésis (1994). V roce 1992 vzniká šestidílná proměnlivá kompozice Tuba a pět předmětů, z níž je opět velmi výrazně cítit autorovo groteskní zaměření. Jeden z „předmětů“ má tvar srdce, jiný připomíná ruční granát. V roce 1997 motiv spojení velké a malé tuby symbolizuje klasickou kompozici Madony s dítětem. Všední předmět tu opět zastupuje lidskou postavu a s nadsázkou vypovídá o podstatných hodnotách a zejména o pocitech a vztazích.
V 90. letech se sochař ještě jednou vrací k motivu automobilu, a to prostřednictvím jedné z prvních výstav uměleckého sdružení TT klub, kterou její autor a kurátor Igor Zhoř nazval Technika jako důvod a mýtus. Zde je Jiří Sobotka zastoupen společně s dalšími umělci, kteří se technicistní tematikou dlouhodobě zabývají. Právě díky této výstavě se autor po několikaleté odmlce vrací k tématu dopravního prostředku. Instalace Arkádia (1991) významově značně přesáhla dosavadní horizont tématu člověk a automobil. Instalaci dominuje velké automobilové „torzo“, jež leží na podlaze jako sarkofág, jako určitá schránka s vážným poselstvím. A na zdi v pozadí jsou dva proudy „pochodujících“ menších automobilových skeletů.
V roce 1998 se Jiří Sobotka účastní výtvarného sympozia v prostoru brněnské přehrady s názvem II. Brněnský plenér, které navazuje na první plenér, pořádaný dynamickou a početnou skupinou mladých umělců v roce 1983. Po 15 letech pracuje Jiří Sobotka se dřevem na jednom z břehů vodní nádrže a výsledkem jeho účasti na této akci je pětimetrová socha s názvem Ohryzkovník. Jejím základem se stal sloup ve tvaru okousaného torza jablka, který je čtyřikrát zopakován. Z nadživotního zvětšení a sériového zmnožení „obyčejné věci“ je opět cítit Lichtensteinův a Warholův postup, který s postmoderní lehkostí vstupuje do letního světa polehávání na pláži a mlsání osvěžujícího ovoce. Motivy přírody vstupují do umělcovy tvorby také na výstavě Opakované příběhy, pro kterou vybrala autorka projektu Kaliopi Chamonikola jeho zvětšené bílé sochy přírodnin jako partnerské dílo k raně baroknímu Zátiší s ovocem Jana van Kessela.
V roce 1999 Jiří Sobotka společně s někdejším kolegou ze studií Tomášem Lahodou realizuje projekt Ikebama. Tomáš Lahoda namaloval cyklus obrazů podle svých dětských kreseb a Jiří Sobotka podle těchto dvojrozměrných barevných obrazů vytvořil bílé trojrozměrné sochy. Téma interpretace se v sochařově tvorbě objevuje ještě jednou – v rámci druhé společné výstavy s Tomášem Lahodou, nazvané Senzi (2003). Jiří Sobotka představuje v galerii Ars za doprovodu Lahodových obrazů sochy, jejichž společným tématem jsou nadživotně zvětšené kosmetické předměty jako nádoba s pěnou ve spreji, dámská rtěnka, plastový obal od pleťového krému či tělového mléka. Tyto sochy, v jejichž názvech figuruje slůvko Arp, jsou inspirovány dílem Hanse Arpa, jehož fotografie Jiří Sobotka pomocí grafického softwaru digitálně upravil a zdeformoval, aby podle nich vytvořil trojrozměrné modely pro své sochy, které jsou jakýmsi hybridem mezi objekty Hanse Arpa a pop-artovými zvětšeninami kosmetických pomůcek. Fenomén interpretace podtrhuje jak část samotného jména autora předloh, tak vystavení malých modelů, podle nichž Jiří Sobotka vytvořil své sochy.
Využití počítače jako kreativního nástroje si Jiří Sobotka vyzkoušel již dříve, kdy téhož roku vytvořil skupinu velkých sytě červených objektů podivných tvarů, které pod názvem Modulato cantabile vystavil v Domě umění města Brna. Předlohou jednotlivých soch kolekce se autorovi stal dámský střevíc, který deformuje, aby z něj vymodeloval několik téměř abstraktních předmětů, jejichž společným jmenovatelem je koketní červená barva. Proces „zpěvně“ hravé modelace Jiří Sobotka ostatně naznačuje již hravě formulovaným názvem.
Umělcův kladný vztah k moderním technologiím je značně citelný z o dva roky staršího projektu e-Matutinum, který v roce 2001 představil Jiří Sobotka v Galerii výtvarného umění v Ostravě. Podobně jako u někdejších automobilů i nyní je technicistní prvek zkoumán jako velmi závažný partner člověka. Zástupcem světa techniky je však tentokrát počítač. Instalaci, kterou tvoří devět počítačových myší, které byly zvětšeny do téměř dvoumetrové velikosti, doprovází zvuková stopa, díky které myši ožívají a vydávají každému důvěrně známý zvuk - kliknutí. Čtyři z devíti myší mají v sobě vestavěné reproduktory, z nichž se do prostoru linou zvuky klikání, které jsou prokládány „cvrlikáním“ a elektronickými šumy připojování počítačového modemu.

### Samostatné výstavy (od roku 1990)
- 1990: Kresby, Galerie čs. spisovatele, Brno
- 1991: Plastiky, Galerie J. Krále, Brno
- 1992: Plastiky, Cheb, Galerie umění; Sochy, objekty, instalace, Galerie Fronta, Praha; Nástěnné a jiné práce, Galerie Ambrosiana, Brno
- 1994: Možnosti reliéfu (s V. Dosbabou), Galerie Dialog, Brno; Anamnesis, Galerie V. Špály, Praha, Galerie de l'École des Beaux Arts, Lorient (Francie); Sochy, Galerie Aspekt, Brno
- 1995: Recyklovaná příroda (s T. Lahodou), Galerie Aspekt, Brno
- 1996: Recyklovaná příroda II. (s T. Lahodou), Galerie bratří Špilarů, Domažlice
- 1997: Perfektní stíny navždy, kostel Povýšení sv. Kříže, Moravský Beroun; Nová krajina, Galerie u Štreitů, Sovinec
- 1998: Obrazy a sochy (s L. Ochrymčukem), Muzeum, Prostějov
- 1999: Ikebama (s T. Lahodou), Atrium Pražákova paláce, MG, Brno
- 2001: e-Matutinum, Galerie výtvarného umění, Ostrava; Matutina, Městská galerie, Plzeň
- 2003: Sensi (s T. Lahodou), galerie Ars, Brno
- 2003: Modulato cantabile, Dům umění, Brno
- 2007: Pop Fiction (s T. Lahodou), galerie Ars, Brno

### Kolektivní výstavy (výběr od roku 1990)
- 1990: Brněnský okruh, Galerie mladých, Praha; Brněnský okruh, Orlická galerie, repríza, Rychnov nad Kněžnou, Poriginal Galleria, Pori (Finsko)
- 1991: Prešovský sochařský salón, Prešov (Slovensko), Mezi křikem a meditací, Dům umění města Brna, Brno; Technika jako důvod a mýtus, Dům umění, Znojmo; Mladí moravští výtvarníci, Dům české kultury, Bratislava, DČK Budapešť (Maďarsko)
- 1992: Tvary tónů, Galerie J. Matičky, Litomyšl; Možnosti drobné plastiky, Dům umění, Brno; Tvary tónů, Mánes, repríza, Praha
- 1993: Zvětšování, Malovaný dům, Třebíč; Zvětšování, Dům umění města Brna, repríza, Brno; Šedá cihla, Galerie, Klatovy; Mezinárodní sochařské sympózium, výstava účastníků, Hořice; Přírůstky, Galerie Sýpka, Vlkov, Botanická zahrada, Praha; Příběhy bez konce, Moravská galerie, Brno; Příběhy bez konce, Národní galerie, Palác Kinských, repríza, Praha
- 1994: Přírůstky 2, Galerie Sýpka
- 1995: Opravdové obrazy, Galerie Sýpka, Vlkov; Opravdové obrazy, Dům techniky, repríza, Brno
- 1996: Opakované příběhy, Moravská galerie, Brno; Ticho pro 12 hlasů, Moravská galerie, Brno; Ticho pro 12 hlasů, Dům u Zvonu, GHMP, Praha, Druhá modrá II., Brno; Opakované příběhy, Národní galerie, Šternberský palác, (repríza) Praha; Opakované příběhy, Galerie Slováckého muzea, (repríza), Uherské Hradiště; Nový zlínský salón I., Zlín; Opravdové obrazy, JNJ Galerie, repríza, Praha
- 1997: Druhá modrá III, Brno; Pardubické valy 1997, Východočeská galerie, Pardubice; Tradition in the New, Kunsthale, Szombathely (Maďarsko); Přírůstky 2, Galerie Sýpka, Vlkov; Opakované příběhy, Galerie hl. mesta Bratislavy, Mirbachův palác, Bratislava (Slovensko)
- 1998: Nad poměry, nádvoří Pražákova paláce MG, (s D. Černým, J. Rónou a D. Štěpánovou.), Brno
- 1999: II. Nový zlínský salon, Zlín, Tetraedon, České centrum, (s V. Kokoliou, P. Kvíčalou a P. Veselým), Berlín (Německo)
- 2000: Sádra krásy, kostel Povýšení sv. Kříže, Olomouc; Melancholie, Moravská galerie, Brno
- 2001: Setkání aneb Sádra krásy, Galerie antického umění, Hostinné; Sochařské kresby, Cash Reform, Praha
- 2003: Socha a objekt VIII, prezidentská zahrada, Galeria Michalský dvor, Bratislava (Slovensko)
- 2004: V rytmu letu bělásků, Galeria Z, Bratislava (Slovensko); Zpřítomnění III., Porta Coeli, Dolní Kounice
- 2006: 15 let TT Klubu, MMB, Špilberk, Brno

### Symposia, workshopy, studijní pobyty
- 1983: Pracovní setkání 83, Přední Kopanina, Praha
- 1983: I. Brněnský plenér, Brno
- 1985: International Sculpture Symposium, Leipzig, (Německo)
- 1989: International Sculpture Symposium, Arandjelovac (Jugoslávie)
- 1993: Mezinárodní sochařské symposium, Hořice
- 1994: Workshop Belle-Ile, École des Beaux Arts, Lorient, (Francie)
- 1996: Kent Institute of Art and Design, Suffolk College – The School of Art and Design, (Velská Británie); Dublin National College of Art and Design, (Irsko)
- 1998: II. Brněnský plenér, Brno
- 1999: Dílna 99, Mikulov
- 2000: Europa-Symposium Kaisersteinbruch, 2000 (Austria)
- 2005: Dílna 05, Mikulov

### Scénáře, architektonická řešení a instalace výstav
- 1993: Příběhy bez konce – libreto (s K. Chamonikolou), instalace výstavy
- 1993: Příběhy bez konce, repríza palác Kinských, NG v Praze
- 1996: Výstava Favu, aula rektorátu VUT, Brno – libreto a návrh instalace
- 1996: Opakované příběhy, MG v Brně – spolupráce na libretu (s K. Chamonikolou), instalace výstavy
- 1996: Opakované příběhy, repríza, Národní Galerie v Praze, Šternberský palác
- 1997: Opakované příběhy, repríza, Galerie Slováckého muzea, Uherské hradiště; Opakované příběhy, repríza, Galerie hl. města Bratislavy, Mirbachův palác, Bratislava (Slovensko)
- 1997: Tradition in the new, Kunsthale Szobathely (Maďarsko) – instalace výstavy
- 1998: Libovolné rozpoložení, atrium Pražákova paláce MG v Brně – libreto, instalace tří výstav studentů a absolventů FaVU
- 1998: Libovolné rozpoložení II, repríza v rámci projektu Můúúzeum, klášter Louka, Znojmo
- 1999: Otvory I., Nádvoří Pražákova paláce MG – libreto (s K. Chamonikolou), instalace
- 1999: Od soumraku do úsvitu, atrium Pražákova paláce MG v Brně - libreto (s H. Petlachovou), instalace výstavy
- 2000: Melancholie, Místodržitelský palác, MG v Brně – libreto (s K. Chamonikolou) a návrh instalace (s T. Rusínem)
- 2001: Místo činu, Uměleckoprůmyslové muzeum, MG v Brně – libreto a instalace (s K. Chamonikolou a T. Lahodou)

### Zastoupení ve sbírkách
- Moravská galerie v Brně
- Muzeum města Brna
- Sochařský park Roberta Kocha, Leipzig (Německo)
- Stálá expozice MVS, zámek Mikulov
- sochařský park Arandjelovac (Srbsko)
- sbírka Komerční banky, Brno, Blansko

## Dílo

### Sochy a instalace
- Auta – Karoserie (1984), Modré auto (1984), Jezdec 1 (1987), Jezdec 2 (1987), Řidič (1987), Spící auto (1990), Arcadia (1992), Karoserie (1993), 4 karosérie 1993)
- Tuby – Anamnesis (1994), Double (2002), Klečící (2002), Duch (2002), Madona (2002), Z tuby (2005)
- Recyklovaná příroda – Lesík (1996), Zátiší (1996), Lusk (1997), Ohryzkovník (1998), Hermafrodit (1999), Miláček (2000), Tančící (2005), Lezec (2005) a další
- Ikebama – Kytice (1999), ostatní objekty bez názvu (1999)
- E-matutinum – Instalace devíti objektů (9 počítačových myší, z toho 4 ozvučené) bez názvu (2001)
- Senzi – Rouge vosk (1997), Double (1999), Dvě Rouge (2002), Arp aftershave (2003), Rouge, Lorealarp (2003), Arp shave (2003) a další
- Modulato cantabile – Pět objektů bez názvu (2003)
- Cifry – New (2004), Plamp (2004), End (2005), Otazník (2005), Nula, tečka, čárka (2006), Now (2006), Nic (2006), Cifry (2006) a další
- Ostatní – Kanoucí pohár (1990), Žena-láhev (1990), Tuba a pět předmětů (1991), Krabice na sny (1992), Eros a Thanatos (1992), Hnízda (1992), Osm (1993), Příběhy (2003) a další

### Díla ve veřejném prostoru
- Desky obětem událostí roku 68-69 (1991) – 4 kusy na různých místech v Brně
- Pamětní deska Dr. A. Kroupy (2000) – Dům umění města Brna
- Ohryzkovník (1998) – Brněnská přehrada
- Památník obětem válek (2005) – Žatčany u Brna
- Socha Jana Skácela (2016) – Brno

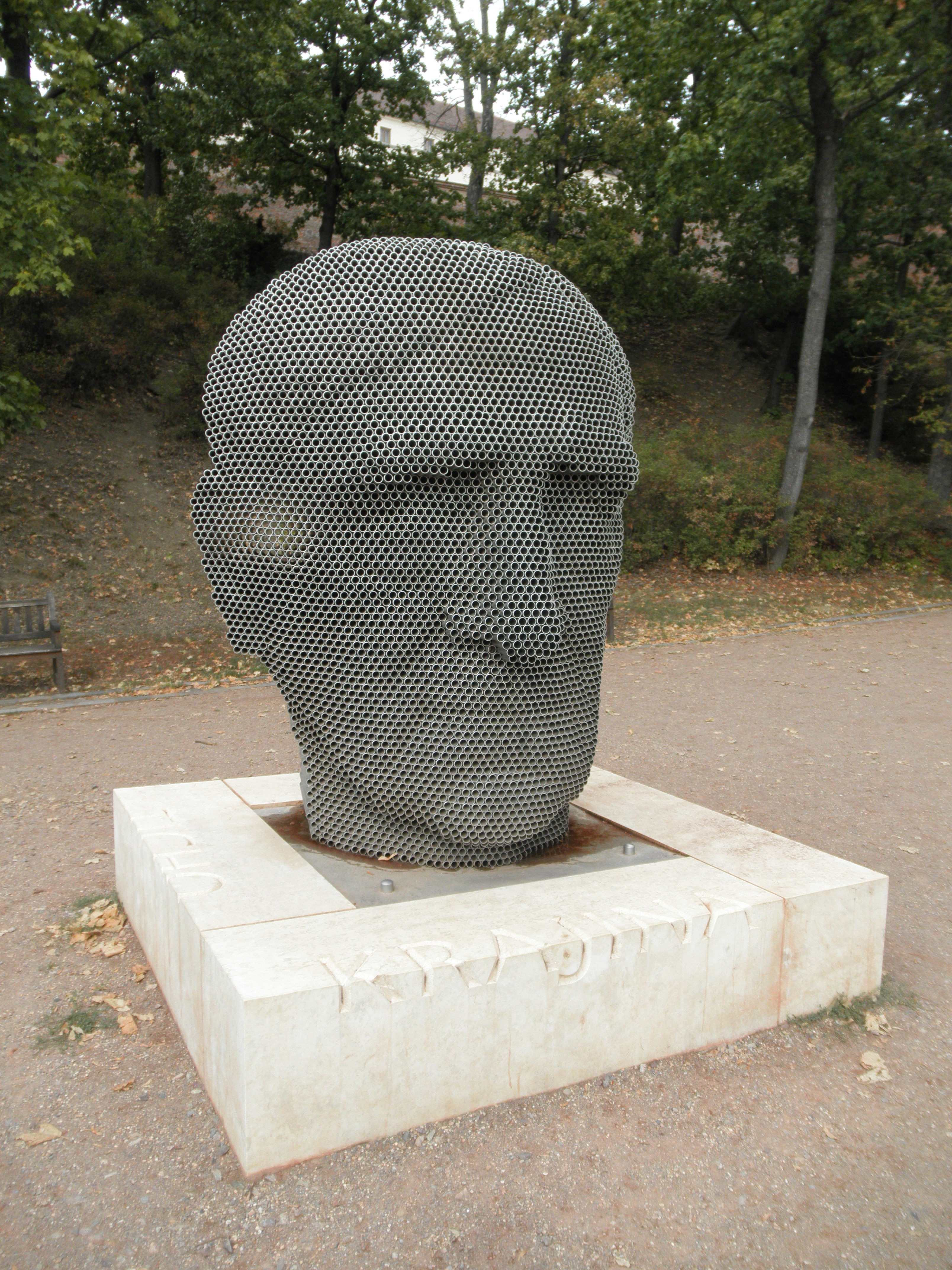
Sochu Jana Skácela vytvořil Jiří Sobotka z trubek v roce 2016 v rámci projektu Sochy pro Brno
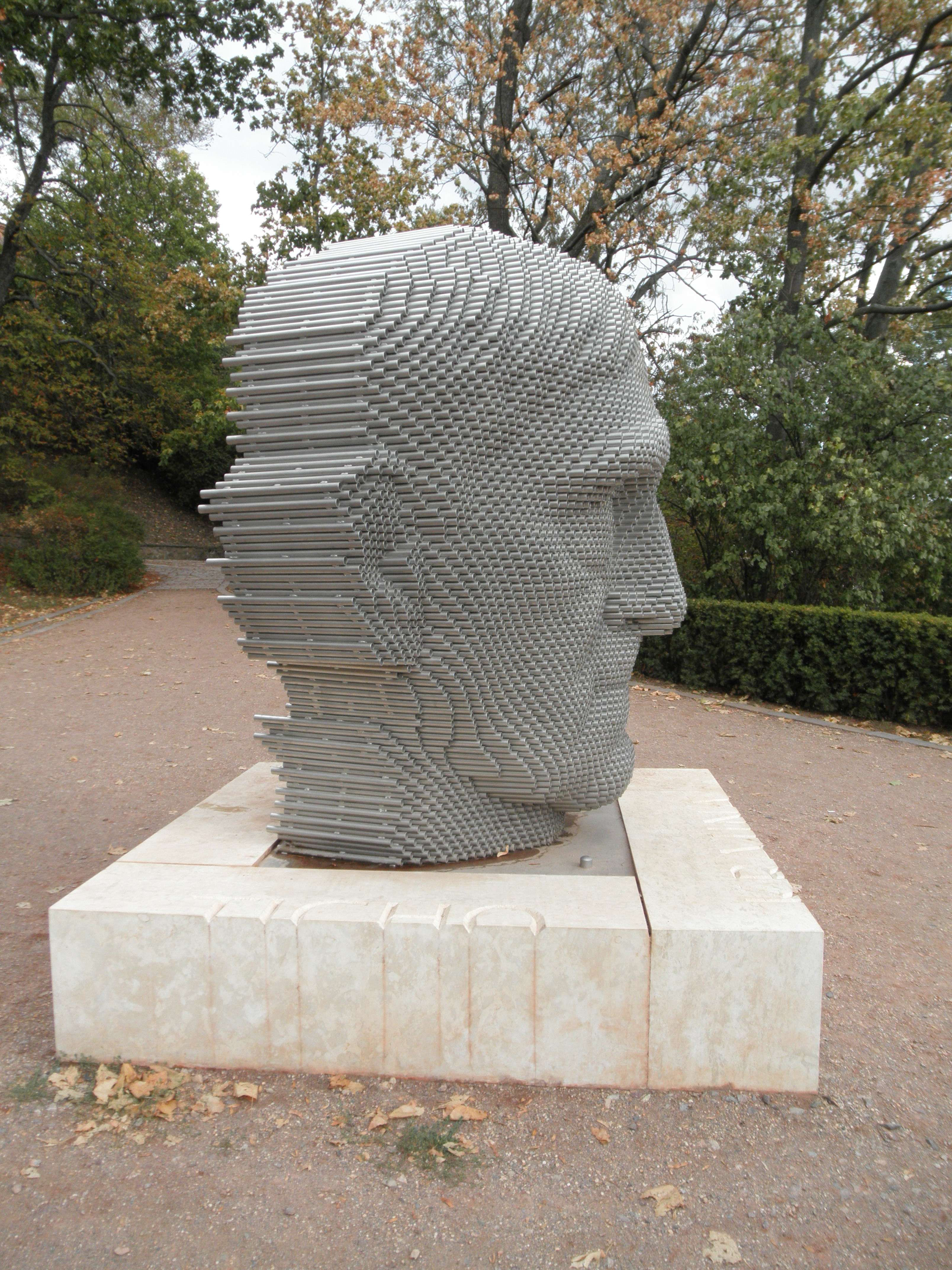
Jan Skácel z boku
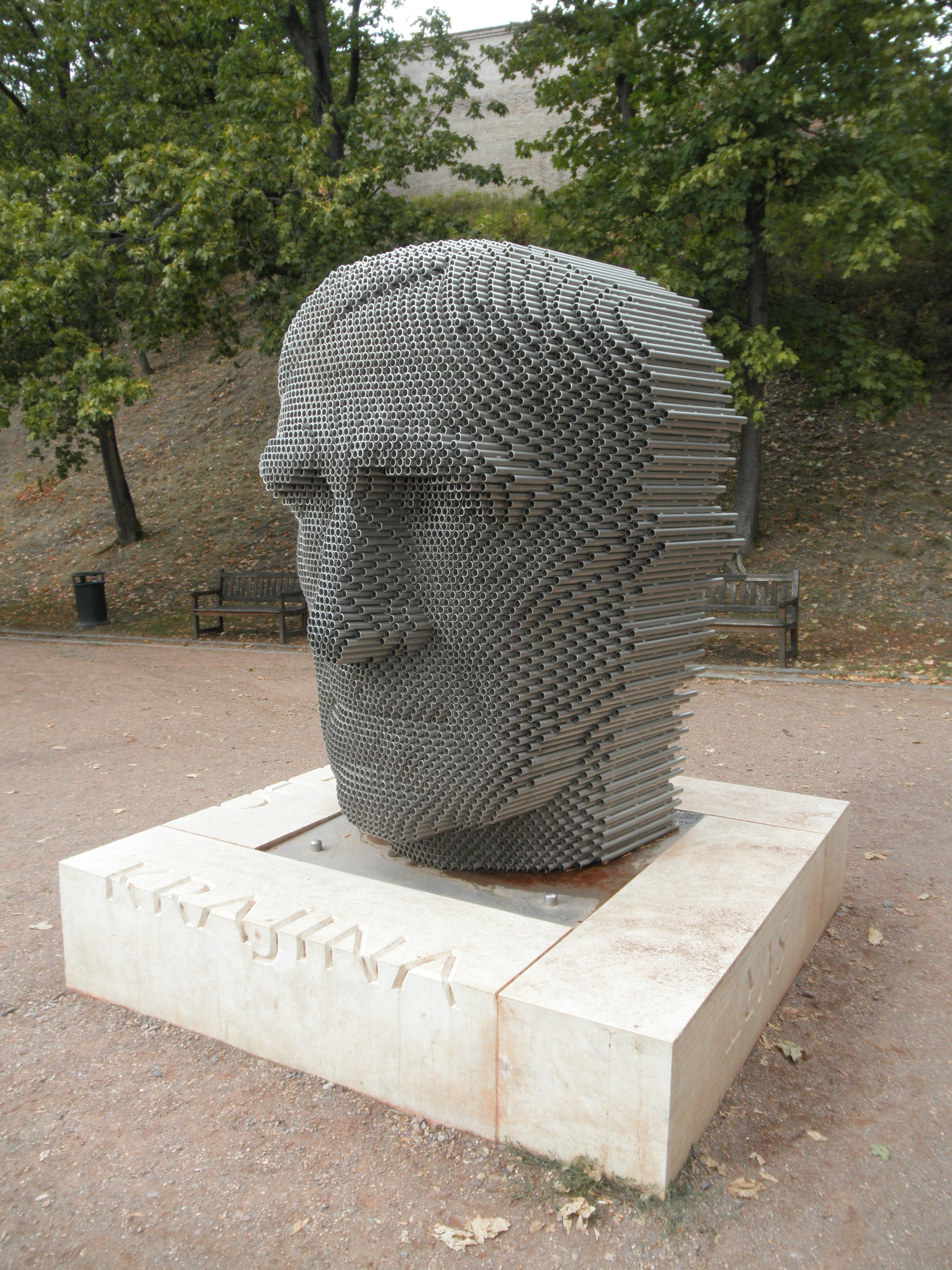
Jan Skácel šikmo z boku
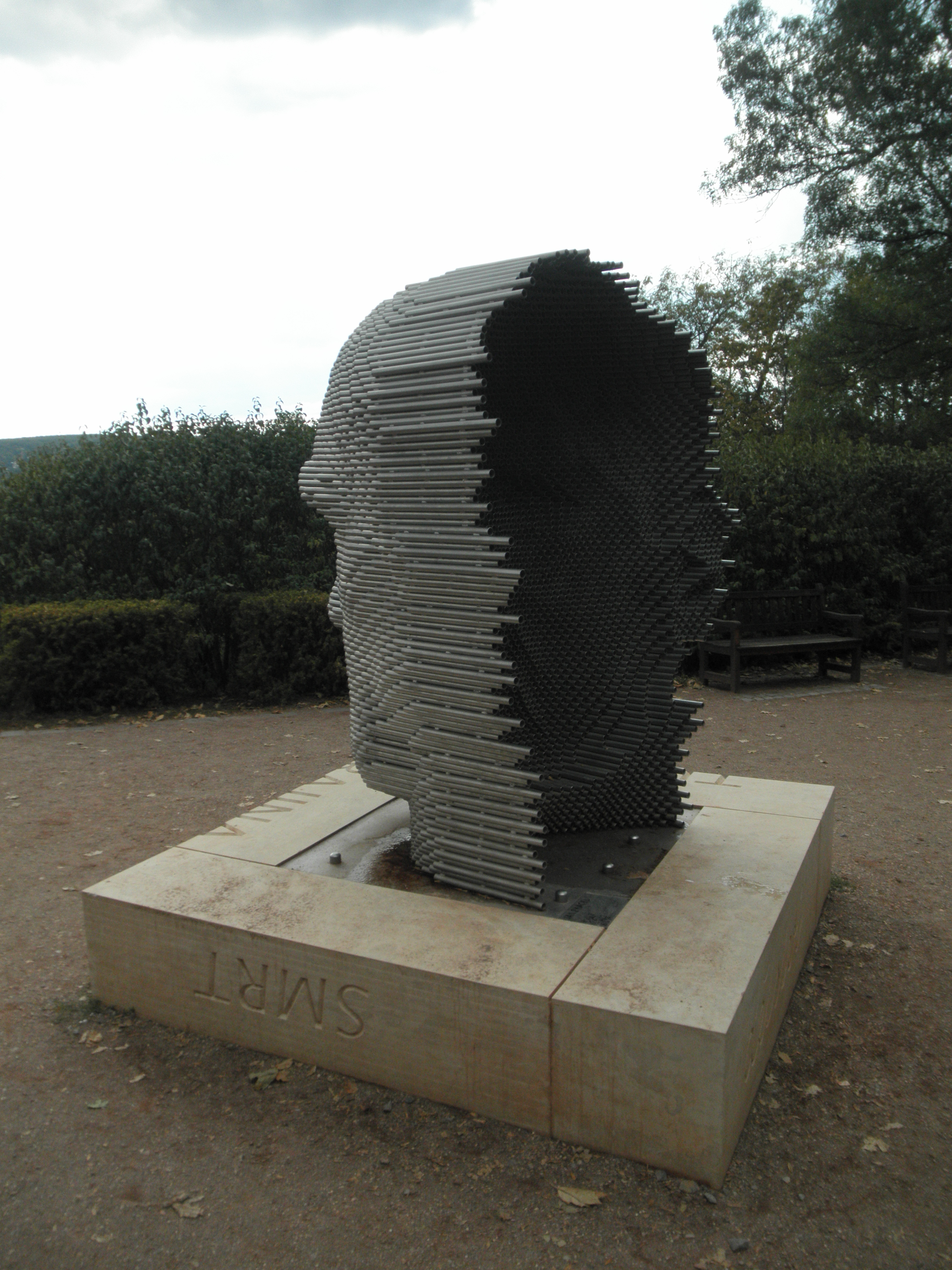
Jan Skácel šikmo zezadu
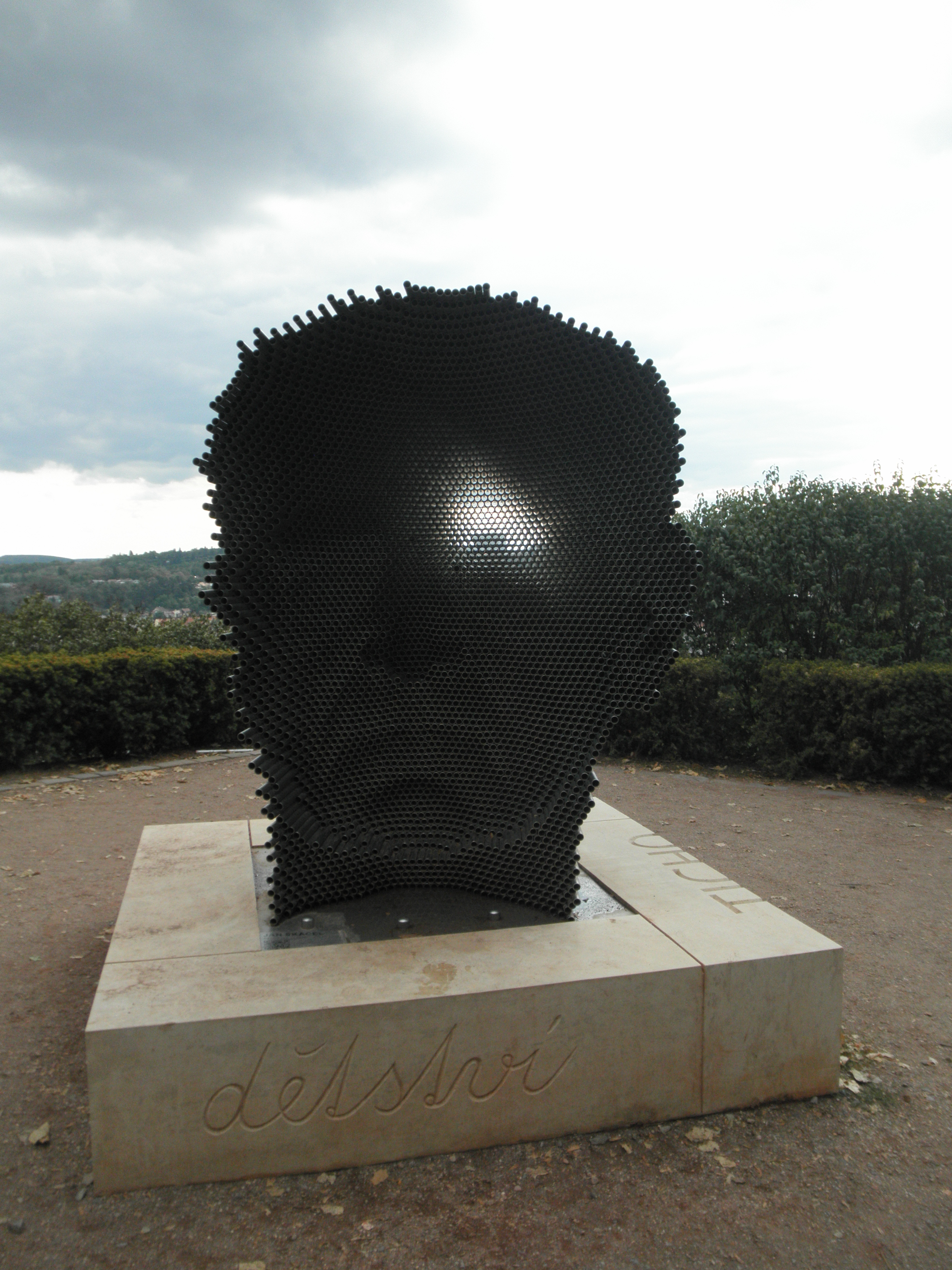
Jan Skácel socha zezadu